# Leighlampe
En Leighlampe (på engelsk ofte forkortet L/L) var britisk udstyr til bekæmpelse af ubåde under 2. verdenskrig, blev især brugt i slaget om Atlanten.
Udstyret var en kraftig projektør på 22 millioner candela og en diameter på 610 mm, som var monteret på en del af RAF's patruljebombefly fra kystkommandoen og hjalp disse med at finde tyske ubåde om natten.
Søgelys blev med succes anvendt fra juni 1942 og fremefter til angreb på ubåde, som genopladede deres batterier på overfladen om natten. Indtil da havde de om natten kunnet gøre dette i relativ sikkerhed, men nu kunne et angribende fly lokalisere ubåden ved hjælp af sin luft-til-vand radar og først tænde søgelyset umiddelbart inden angrebet. Det gav ikke ubåden tilstrækkelig tid til at dykke, og bombeskytten havde klart udsyn til målet. Fremgangsmåden var så effektiv, at de tyske ubåde blev tvunget til at genoplade batterierne ved dagslys, hvor der var mulighed for at se et fly nærme sig.
Introduktionen af Leighlampen var medvirkende til, at de Allieredes tab af skibstonnage faldt stærkt i de følgende måneder, og at den tyske side tilsvarende blev udsat for et stigende antal sænkede ubåde.

## Udvikling
De tidlige radarsystemer havde en ret stor minimumsafstand, hvor målene blev usynlige. Når et fly nærmede sig et radar-identificeret mål, ville dette derfor forsvinde fra radarskærmen i en afstand, der var for stor til, at det kunne ses fra flyet med det blotte øje om natten uden en eller anden form for belysning. Problemet forsøgtes først løst ved at smide faldskærmsblus for at oplyse området, men da et sådant kun belyste området lige under flyet, måtte der kastes en hel række, indtil ubåden blev set. Derpå måtte flyet vende om for at angribe, og hele fremgangsmåden gav ubåden tilstrækkeligt varsel til at kunne dykke og undvige faren.
En senere løsning var at lade flyet nedkaste en bøje, som opskød faldskærmsblus med forsinket udløsning. Det gav flyet mulighed for at foretage den nødvendige vending, og ubåden kunne ses i silhuet, når det kom nærmere.
Oberstløjtnant (Wing Commander) Humphrey de Verd Leigh, som var officer i RAF, fremkom med sin egen løsning efter at have talt med tilbagevendende flybesætninger efter et togt. Den bestod i at montere en fremadrettet projektør under flyet, som oplyste en ubåd, så snart det blev tændt. Han udviklede Leighlampen helt på egen hånd, i hemmelighed og uden officiel tilladelse. Også luftfartsministeriet var uvidende om udviklingen, indtil det fik forevist den færdige prototype Det viste sig først vanskeligt at montere lampen på et fly på grund af dens størrelse, men Leigh arbejdede ufortrødent videre og opnåede støtte fra den øverstkommanderende for RAF Coastal Command, Sir Frederick Bowhill. I marts 1941 havde en Vickers Wellington ved et tilfælde den nødvendige generator om bord efter at have været brugt til bekæmpelse af magnetiske miner ved hjælp af en stor elektromagnet, og den blev udstyret med en ophejselig "papirkurv", som lampen blev anbragt i, og det blev vist, at ideen var sund.
Luftfartsministeriet besluttede på dette tidspunkt, at selve ideen var værd at prøve, men at der i stedet skulle bruges en Turbinlite, som var en mindre effektivt system, der oprindeligt var udviklet som hjælp til opdagelse af natbombefly. Forsøg gav dog til resultat, at Leighs system skulle bruges, men først hen mod midten af 1942 begyndte fly at blive modificeret, så de kunne medføre det.

## Brug
Fra juni 1942 opererede fly med radar og Leighlampe over Biscayabugten for at opdage ubåde, som sejlede til og fra deres baser på den franske kyst. Den første bekræftede sænkning var af den tyske ubåd U-502, som blev sænket den 5, juli 1942 af en Vickers Wellington fra RAF Squadron 172, fløjet af den amerikanske pilot Wiley B. Howell. I de fem foregående måneder var der ikke blevet sænket en eneste ubåd, mens seks fly var gået tabt. Leighlampen vendte billedet, og fra august foretrak ubådene at tage chancen ved at genoplade i dagslys, hvor de i det mindste havde mulighed for at blive advaret og kunne optage kampen.
Oberstløjtnant Peter Cundy fik udmærkelsen Air Force Cross for sine testflyvninger i forbindelse med udviklingen af Leighlampen.